# Guerreros
Guerreros és una pel·lícula de cinema espanyola dirigida per Daniel Calparsoro en 2002 on vol explorar la contradicció del fet d'enviar soldats en el paper de pacificadors a la guerra de Kosovo.

## Argument
La pel·lícula es desenvolupa després de la guerra de Kosovo en Kosovo, l'any 2000, després que l'OTAN bombardegés la zona. Els protagonistes són un grup de militars espanyols de la KFOR en missió de reparar un generador elèctric que ha deixat a tota una vall sense energia. Però quan sorgeixen problemes, la seva suposada neutralitat no pot salvar-los. Aquí, el lloc al qual mai degueren arribar, hauran d'enfrontar-se cara a cara a les seves pròpies conviccions, a la por i a la mort.

## Repartiment
- Eloy Azorín (Soldat Vidal)
- Eduardo Noriega (Tinent Alonso)
- Rubén Ochandiano (Sargento Rubio)
- Carla Pérez (Soldat Balbuena)
- Jordi Vilches (Caporal primer Ballesteros)
- Roger Casamajor (Soldat Lucas)
- Iñaki Font (Soldat Gómez)
- Sandra Wahlbeck (Mónica)
- Olivier Sitruk (Soldat Marceau)
- Blerim Gjoci (líder albanès).

## Banda sonora
La BSO està composta pel grup musical Najwajean, la cantant del qual és Najwa Nimri, esposa del director. Inclou també un tema del músic armeni Arto Tuncboyaciyan.

## Palmarès cinematogràfic
XVII Premis Goya
| Categoria                    | Persona                                                     | Resultat |
| ---------------------------- | ----------------------------------------------------------- | -------- |
| Millor direcció de producció | Javier Arsuaga                                              | Nominat  |
| Millor cançó original        | Carlos Jean i Najwa Nimri                                   | Nominats |
| Millors efectes especials    | Reyes Abades, Emilio Ruiz del Río i Aurelio Sánchez Herrera | Nominats |